# Prosopistoma
Prosopistoma är ett släkte av dagsländor. Prosopistoma ingår i familjen skölddagsländor.
Släktet innehåller bara arten Prosopistoma pennigerum. Prosopistoma är enda släktet i familjen Prosopistomatidae.